# Principado abacial de Kempten

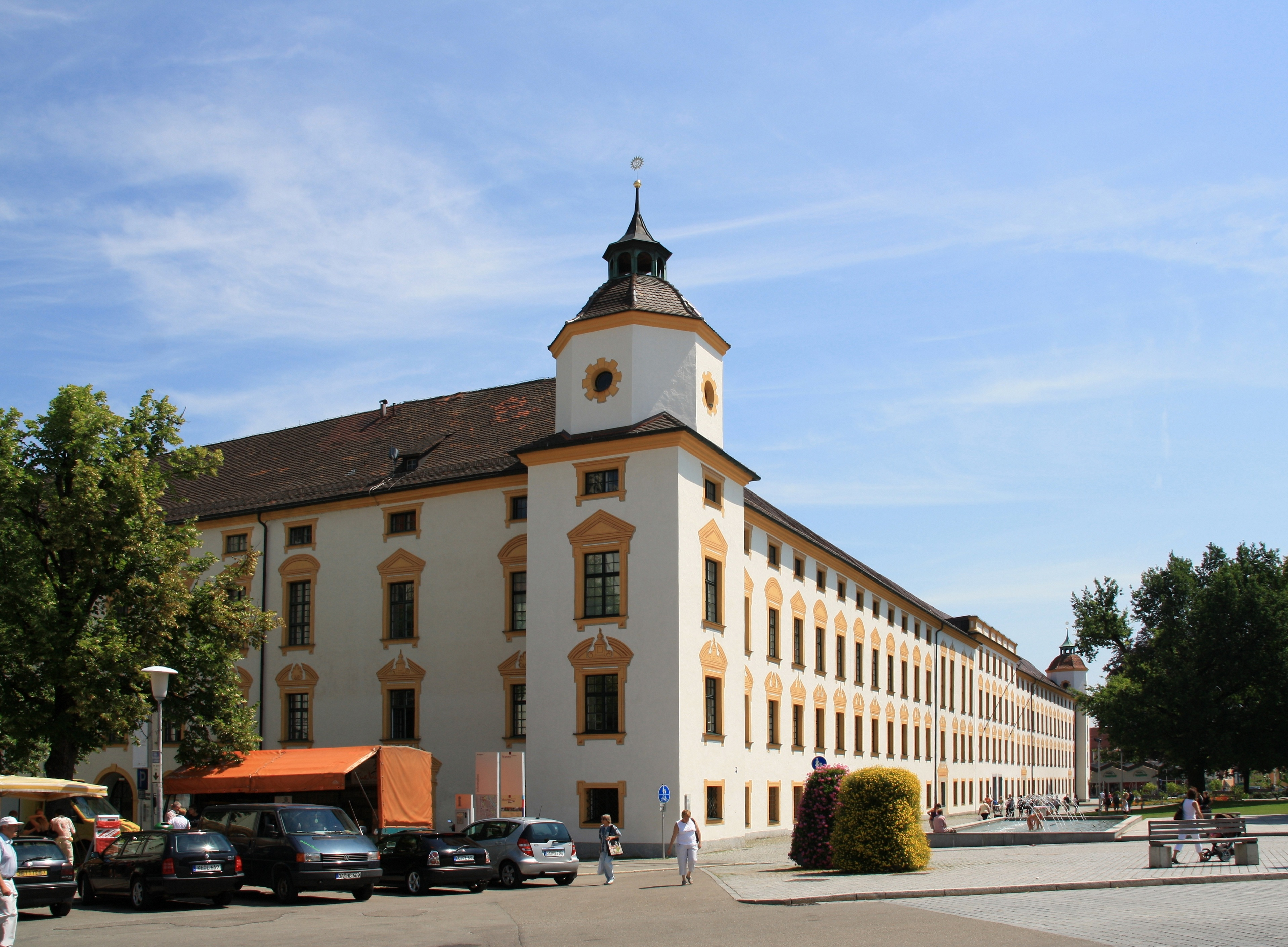
Antiga abadia de Kempten

O palácio de Kempten (Fürstäbtliche rezidenz von Kempten) foi um mosteiro beneditino situado em Kempten, Allgäu, Suábia, na Baviera, na diocese de Augsburgo. O abade ocupava o 55º lugar no Reichstag, mas tinha sido declarado persona non grata na cidade, pois esta tinha-se convertido ao luteranismo e governava-se como uma cidade imperial. A residência de Kempten foi o primeiro complexo monumental de mosteiro barroco a ser construído na Alemanha após a Guerra dos Trinta Anos. Após a destruição do Mosteiro Beneditino, fundado originalmente em 750, em 1651, o ambicioso jovem príncipe-abade Roman Giel von Gielsberg iniciou uma reconstrução massiva da igreja e da residência. Para este grande projeto, nomeou o arquiteto Michael Beer, de Vorarlberg. Quando Beer renunciou ao cargo no final de 1653, a ala oeste da Residência estava concluída e as fundações das outras áreas já haviam sido lançadas. Partes da igreja da abadia também haviam sido construídas. Na primavera de 1654, Johann Serro, dos Grisões, substituiu Michael Beer. Construiu uma sacristia ligando a igreja ao palácio e, em 1670, concluiu o edifício principal.
A decoração e o mobiliário dos aposentos do príncipe-abade na ala sul da Residência foram concluídos entre 1732 e 1742 por uma equipe de artistas renomados convocados pelo experiente Anselm von Reichlin-Meldegg, que sucedeu Rupert von Bodmann como príncipe-abade em 1728. Entre eles estavam o pintor Franz Georg Hermann, responsável pelo conceito artístico geral, o escultor Aegid Verhelst e o estuqueiro Johann Georg Üblher. A sequência dos cômodos é típica dos aposentos dos regentes do século XVIII: salão de banquetes, antecâmara, sala de audiências, salão e dormitório. Falta apenas o gabinete, geralmente adjacente ao quarto, que foi substituído pela chancelaria. O lado sul da sala, contra a janela, é ricamente decorado com estuque rococó tardio, com putti e bustos.
Atualmente constitui sede do tribunal municipal de Kempten.

## Galeria

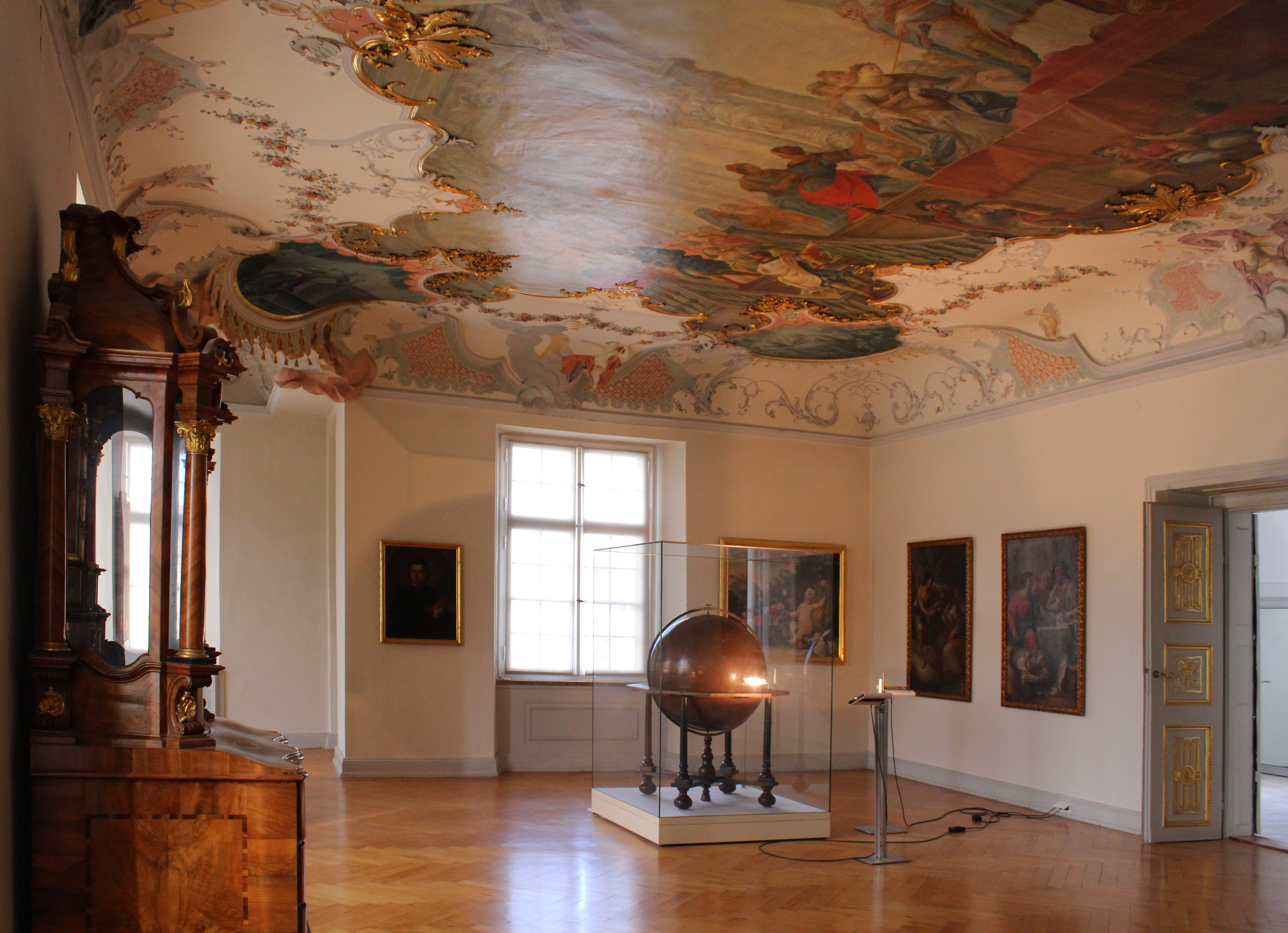
Escritório
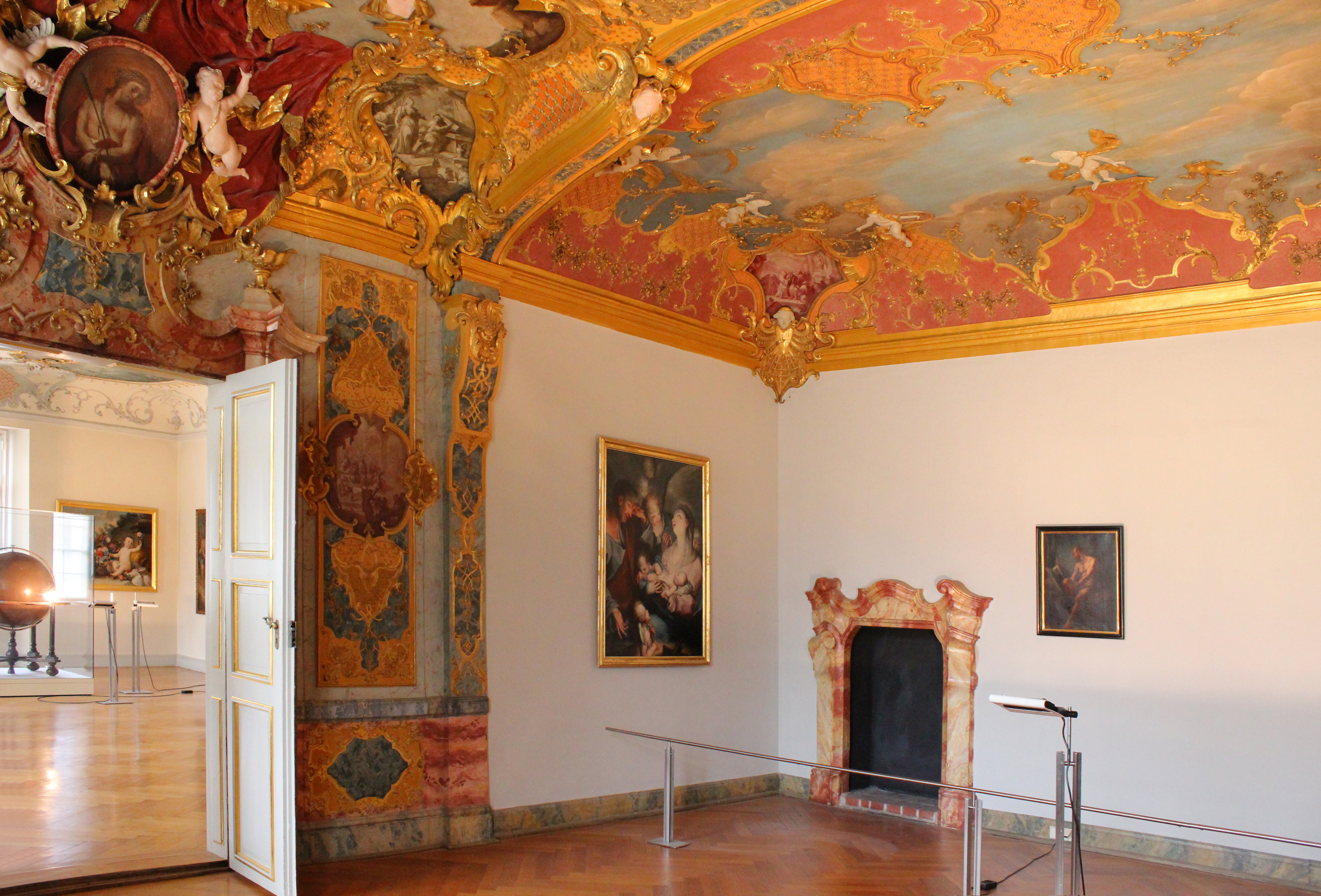
Quarto
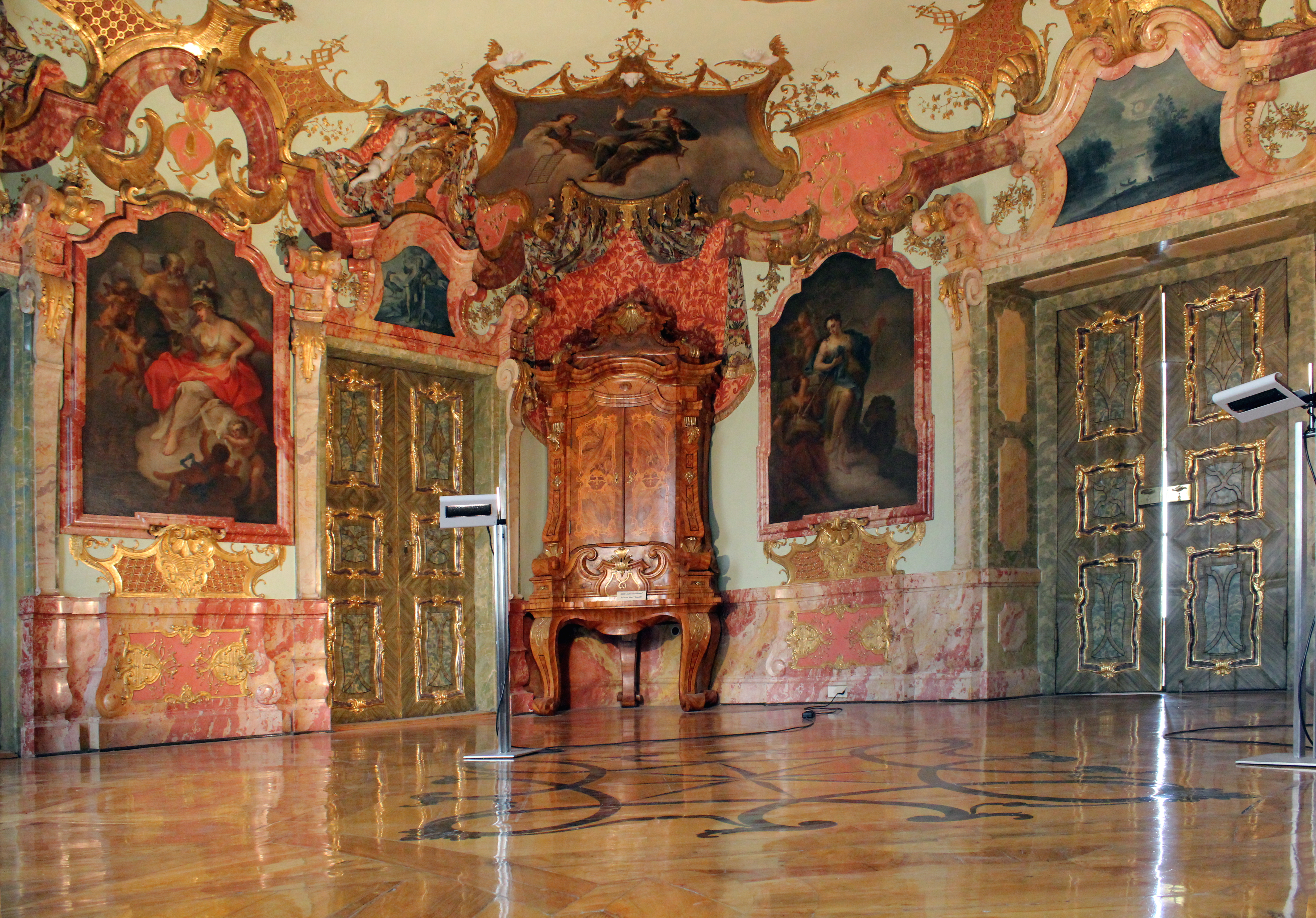
Sala
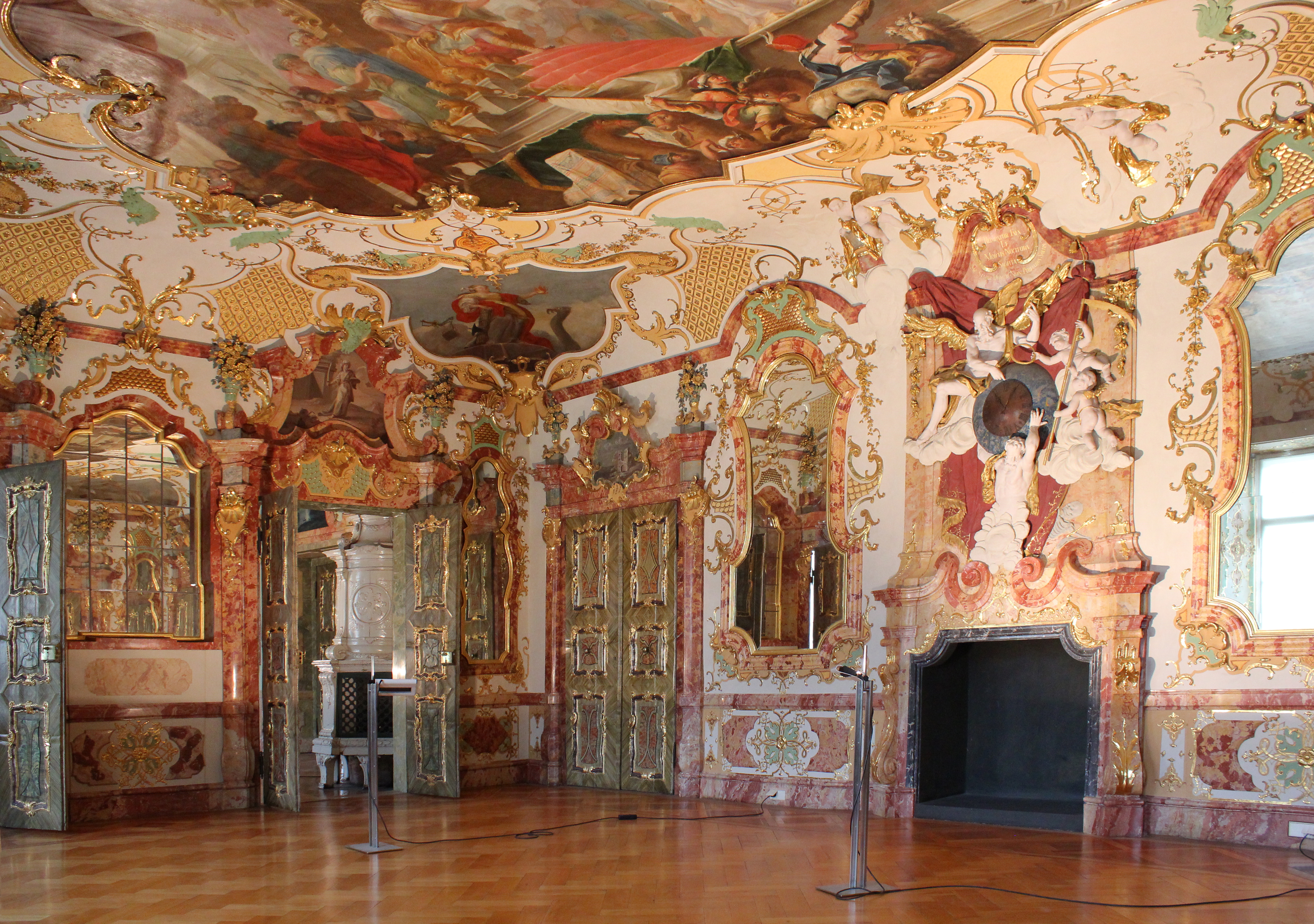
Salão de audiências
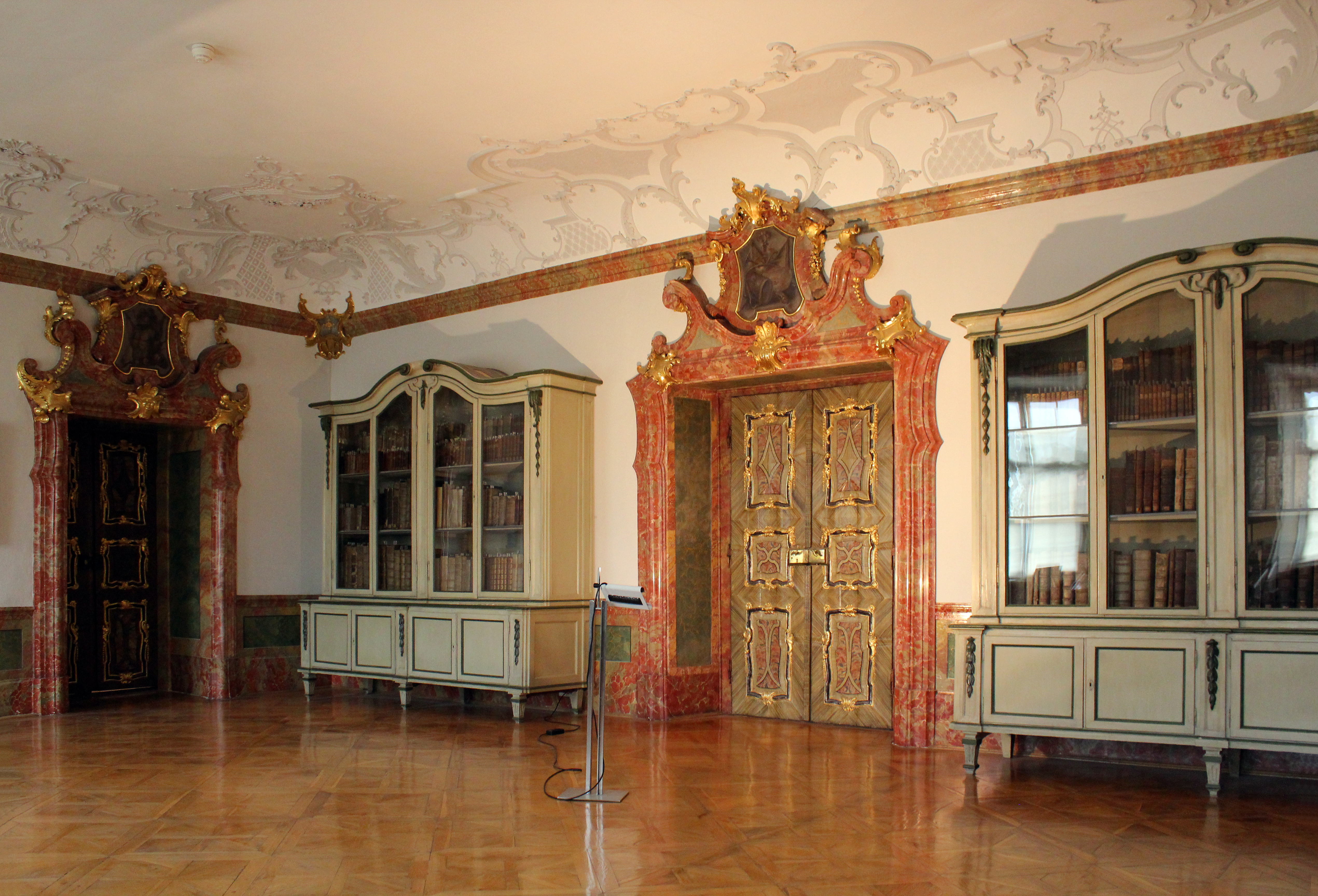
Vestíbulo
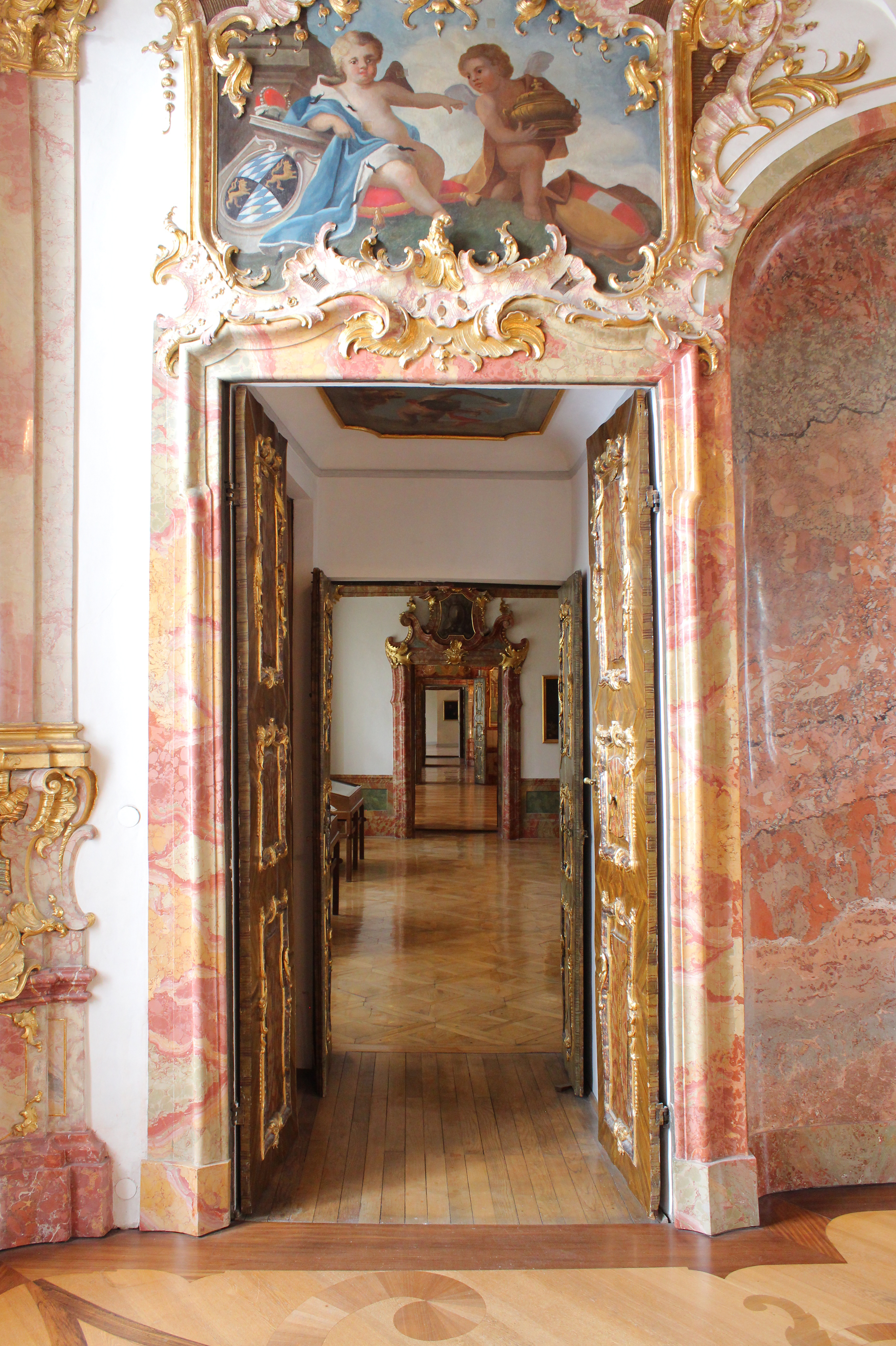
Enfileirado da sala do trono para o escritório